# Beauval (Schauspieler)

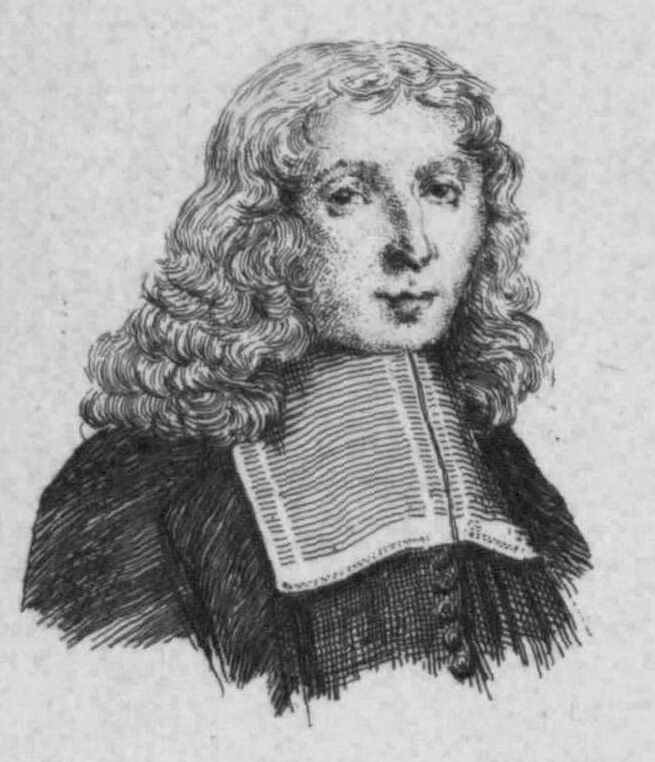
Jean Pitel de Beauval

Jean Pitel de Beauval, kurz Beauval (* um 1635 in der Picardie; † 29. Dezember 1709 in Paris), war ein französischer Schauspieler.
Beauvals Karriere begann um das Jahr 1665 in Lyon, bei einer fahrenden Schauspieltruppe, genannt Paphetin, bei der er aber kein festes Engagement hatte und auch Hilfsarbeiten, wie das Beschneiden der Kerzen, durchführte. Dort lernte er seine Frau, Jeanne Olivier Bourguignon, eine der besten Schauspielerinnen der Truppe, kennen. 
König Ludwig XIV. ließ sich, besorgt um sein Amüsement, stets über schauspielerische Talente aus der Provinz informieren. So wurde ihm von Beauvals Frau berichtet, die mit ihrer Truppe in Mâcon gastierte. Per Erlass wurde sie 1670 zur royalen Schauspieltruppe um Molière berufen und nahm ihren Mann, Beauval, mit nach Paris, wo auch er ein Engagement, wenn auch nur ein halbes, bekam.
Beauval war es durchaus bewusst, dass er seinen Karrieresprung seiner Frau zu verdanken hatte. Molière war noch nicht von der schauspielerischen Reife Beauvals überzeugt, aber Bourguignon, Beauvals Frau, redete Molière gut zu. Glücklicherweise setzte sich auch Michel Baron bei Molière für Beauval ein und er bekam die Chance, auch größere Rollen zu spielen.
Nach Molières Tod, im Jahr 1673, fanden die beiden Engagement im Théâtre Guénégaud, wo die beiden bis zur Gründung der Comédie-Française, im Jahr 1680, ein Engagement hatten. Beauval wurde auf diese Weise bereits im selben Jahr Sociétaire de la Comédie-Française.
Beauval tat sich, obwohl nicht hochtalentiert, als Charakterdarsteller hervor, indem er oft Kammerdiener oder den dummen Alten gab. Als 1685 André Hubert in Pension ging, übernahm er dessen Part auf der Bühne.
Beauval spielte noch bis 1704 an der Comédie und ging im Alter von 69 Jahren in Pension. 
Da Beauvals Sterbedatum und Lebensalter bekannt waren, schloss Henry Lyonnet, der Biograph, auf das Geburtsjahr 1635.

## Familiäres
Beauvals älterer Bruder Henri Pitel de Longchamp war ebenfalls Schauspieler, wie auch dessen Tochter Anne Pitel de Longchamp. Beauval selbst hatte mit seiner Frau zehn Kinder, davon wurde eine Tochter, Luise, ebenfalls Schauspielerin.